# Katedra św. Andrzeja w Patras
Katedra św. Andrzeja (gr. Ιερός Ναός Αγίου Ανδρέου) – bazylika metropolitalna Greckiego Kościoła Prawosławnego pod wezwaniem św. Andrzeja Apostoła, znajdująca się w centrum greckiego miasta Patras na Peloponezie.

## Kościół
Budowę kościoła rozpoczęto w 1908 roku, a ukończono w 1974. Świątynia ma 60 m długości, 52 m szerokości i jako największa w Grecji może pomieścić ok. 7000 osób. Centralną kopułę zwieńcza pozłacany krzyż o wysokości 5 metrów, a na pozostałych kopułach znajduje 12 mniejszych krzyży – symbolizują one Jezusa i 12 apostołów. Budowla i jej bogato zdobione wnętrze wykonane jest w stylu bizantyjskim. Katedra wraz z pobliskim XIX-wiecznym (starym) kościołem św. Andrzeja (gr. Παλαιός Ιερός Ναός Αγίου Ανδρέου) stanowi miejsce pielgrzymek chrześcijan z całego świata.

## Relikwie patrona
Kościół wybudowano w miejscu męczeńskiej śmierci św. Andrzeja Apostoła, gdzie znajdowała się wczesnochrześcijańska świątynia, z której relikwie św. Andrzeja w roku 356 przewieziono do Konstantynopola. Podczas IV krucjaty krzyżowcy po zdobyciu Konstantynopola wywieźli część szczątków św. Andrzeja do Amalfi w pobliżu Neapolu, a głowę złożono w bazylice św. Piotra w Rzymie. Papież Paweł VI podczas Soboru Watykańskiego II nakazał zwrócenie relikwii kościołowi w Patras. Uroczystość ich przekazania odbyła się 24 września 1964 roku. W 1980 roku zwrócono również relikwię krzyża św. Andrzeja. Oprócz Patras wiele kościołów w Europie szczyci się posiadaniem relikwii św. Andrzeja, gdyż na przestrzeni wieków były one dzielone na mniejsze części i nie wszystkie zostały zwrócone.

## Galeria

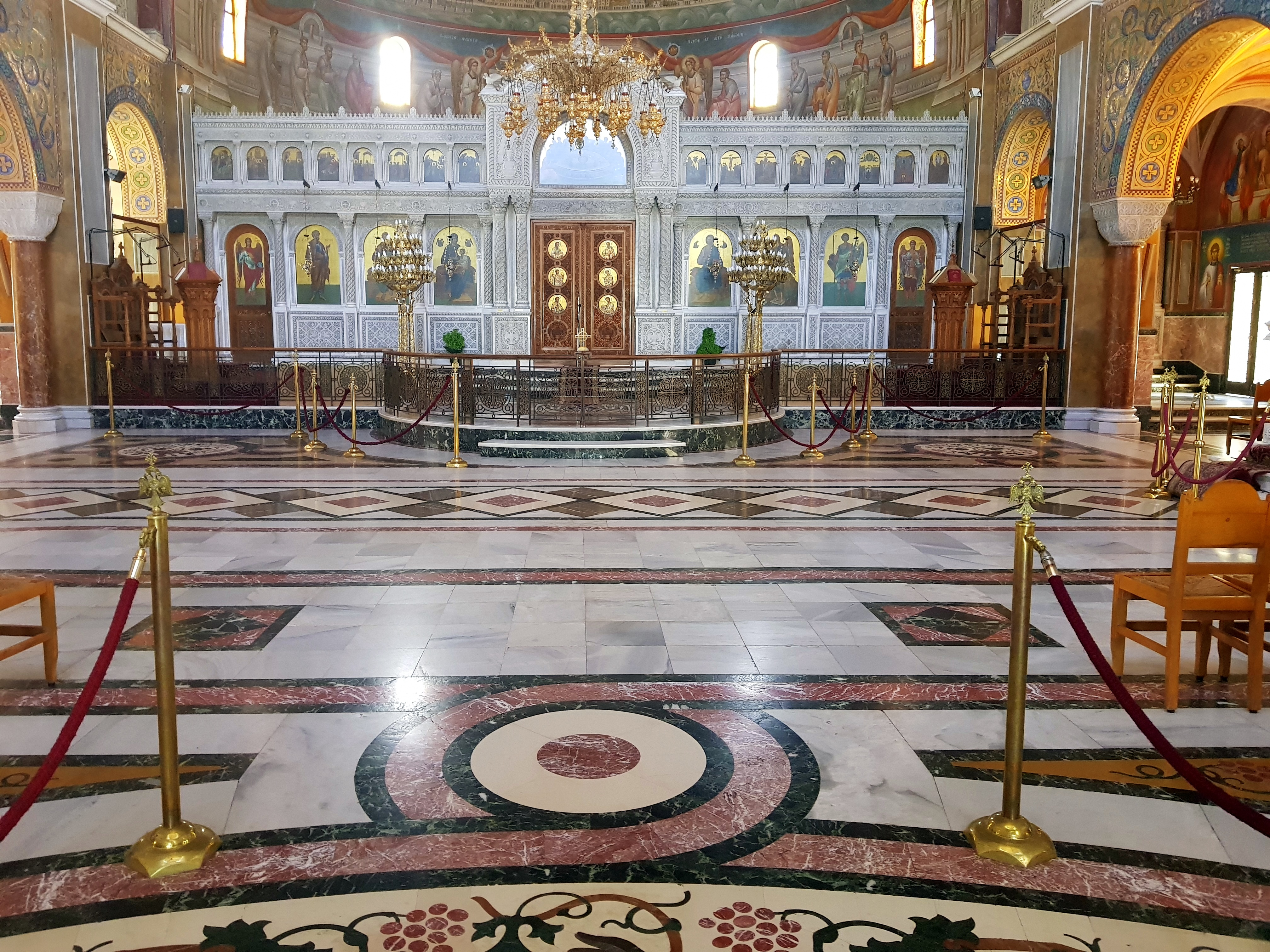
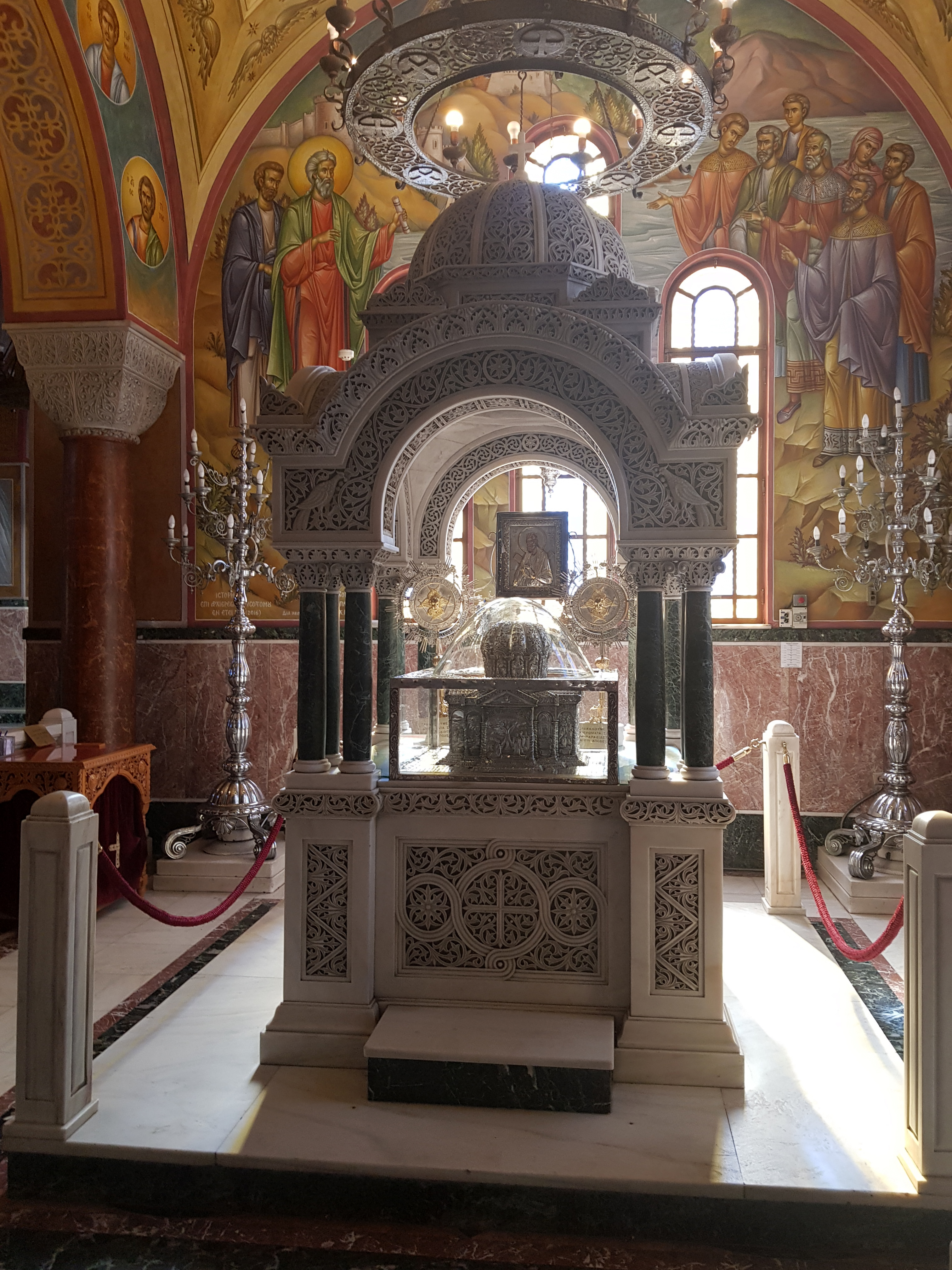
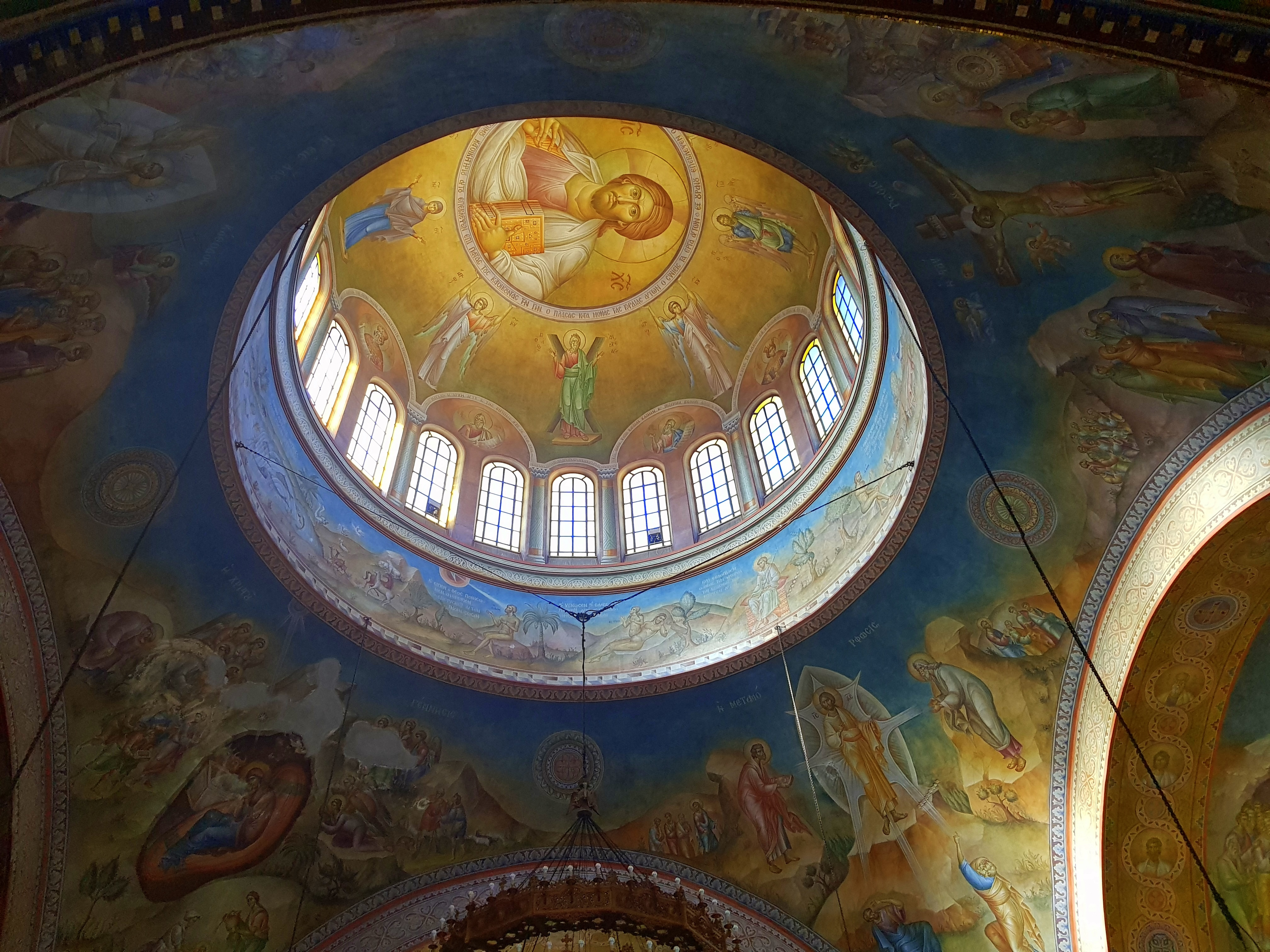
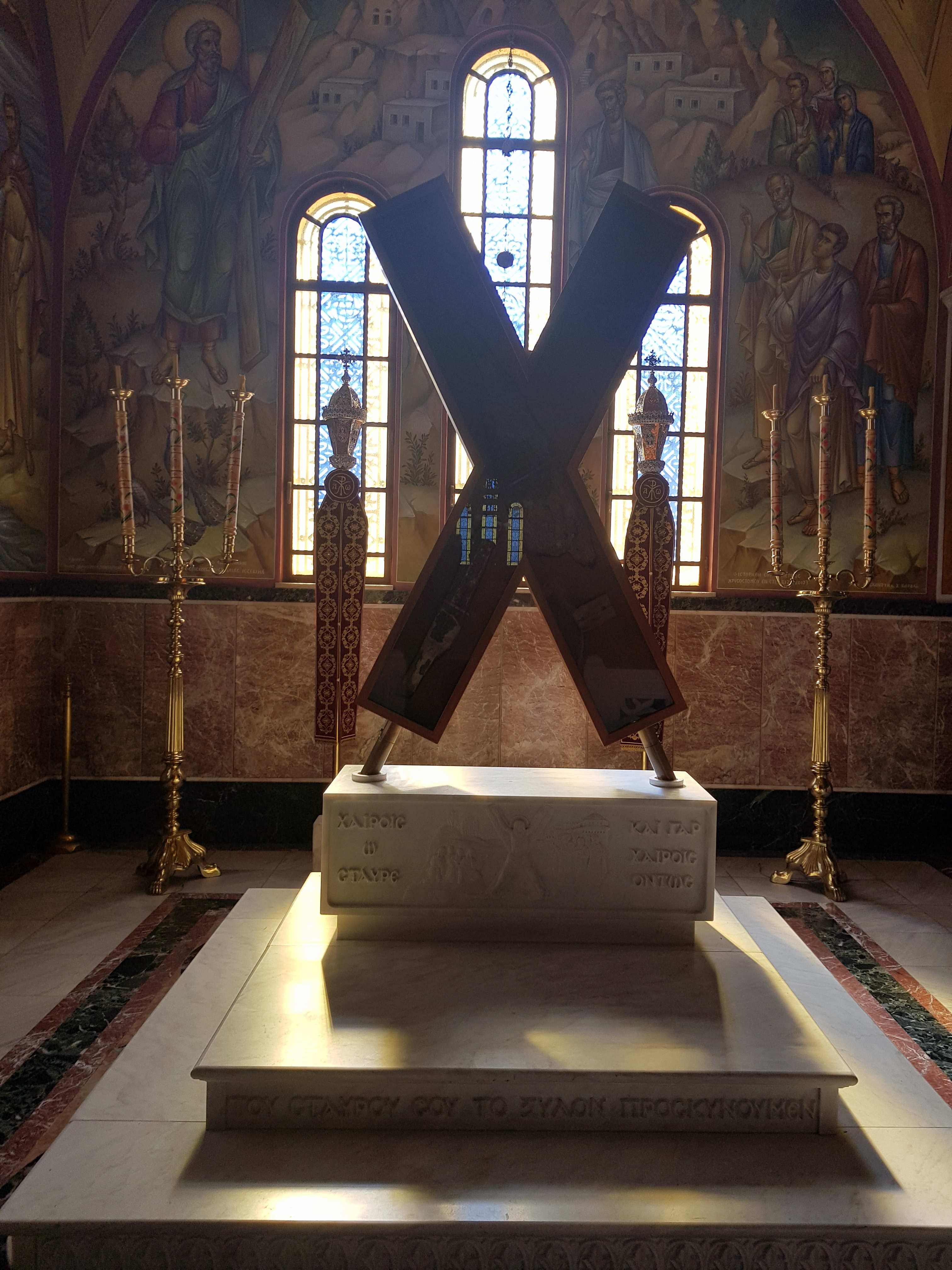
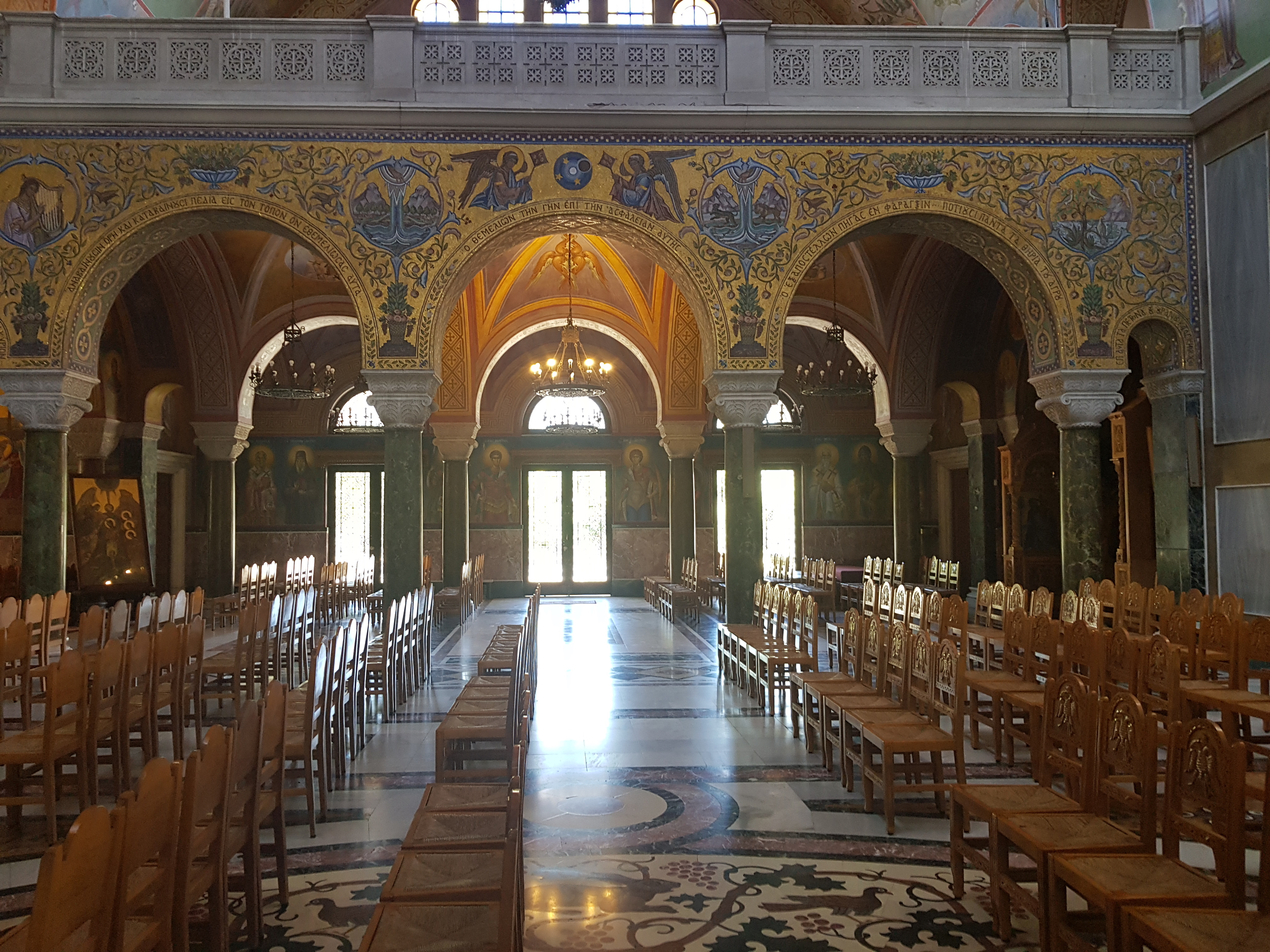